# Jasper Diefenbach
Jasper Diefenbach (ur. 17 marca 1988 w Dordrechcie) – holenderski siatkarz, grający na pozycji środkowego, reprezentant Holandii. W 2018 roku postanowił zakończyć siatkarską karierę, lecz na krótko, bo w sezonie 2020/2021 występował w drużynie Active Living Orion Doetinchem.

## Sukcesy klubowe
Puchar Holandii:
- 2010, 2011

Liga holenderska:
- 2010, 2012[10]
- 2022[11], 2023
- 2011, 2013, 2021

Superpuchar Holandii:
- 2010, 2011[12]

Puchar Belgii:
- 2015[13]

Liga belgijska:
- 2015

Liga francuska:
- 2018[14]